# Aphis neogillettei
Aphis neogillettei är en insektsart som beskrevs av Palmer 1938. Aphis neogillettei ingår i släktet Aphis och familjen långrörsbladlöss. Inga underarter finns listade i Catalogue of Life.